# Foreplay
Foreplay var ett svenskt rockband baserad i Stockholm. De skapades 2004 och spelade en blandning av rock, punkrock och depprock. Fasta medlemmar var Alexander Hofer, Jens Braun och William Larsson. Sommaren 2010 bestämde bandet att Foreplay fick gå i graven, vilket skedde på grund av brist på trummis och medlemmarna började istället skriva låtar på svenska och grundade det akustiska bandet Buss 309.

## Medlemmar
- Alexander Hofer - gitarr, sång, klaviatur, munspel
- William Larsson - gitarr, kör, trummor, programmering
- Jens Braun - bas, kör, klaviatur

## Tidigare medlemmar
- Simon Taub - trummor
- Per Lundberg - trummor

## Diskografi
- First One Coming... (2005)
- Swedish Rock Poetry (2006)
- Tusen tårar (2007)
- Live 2007 (2007)
- Demo 2008 (2008)